# Campo Grande (métro de Lisbonne)
Pour les articles homonymes, voir Campo Grande (homonymie).
Campo Grande est une station du métro de Lisbonne sur la ligne verte et la ligne jaune.